# Paikuliinskriften
Paikuliinskriften är en inskription på pehlevi, i Paikuli i norra Irak, nära gränsen till Iran i Diyalas övre lopp, tillkommen på initiativ av sasaniderkungen Narseh. Den upptäcktes av Henry Creswicke Rawlinson 1843, och studerades speciellt av Ernst Herzfeld.